# Anfión

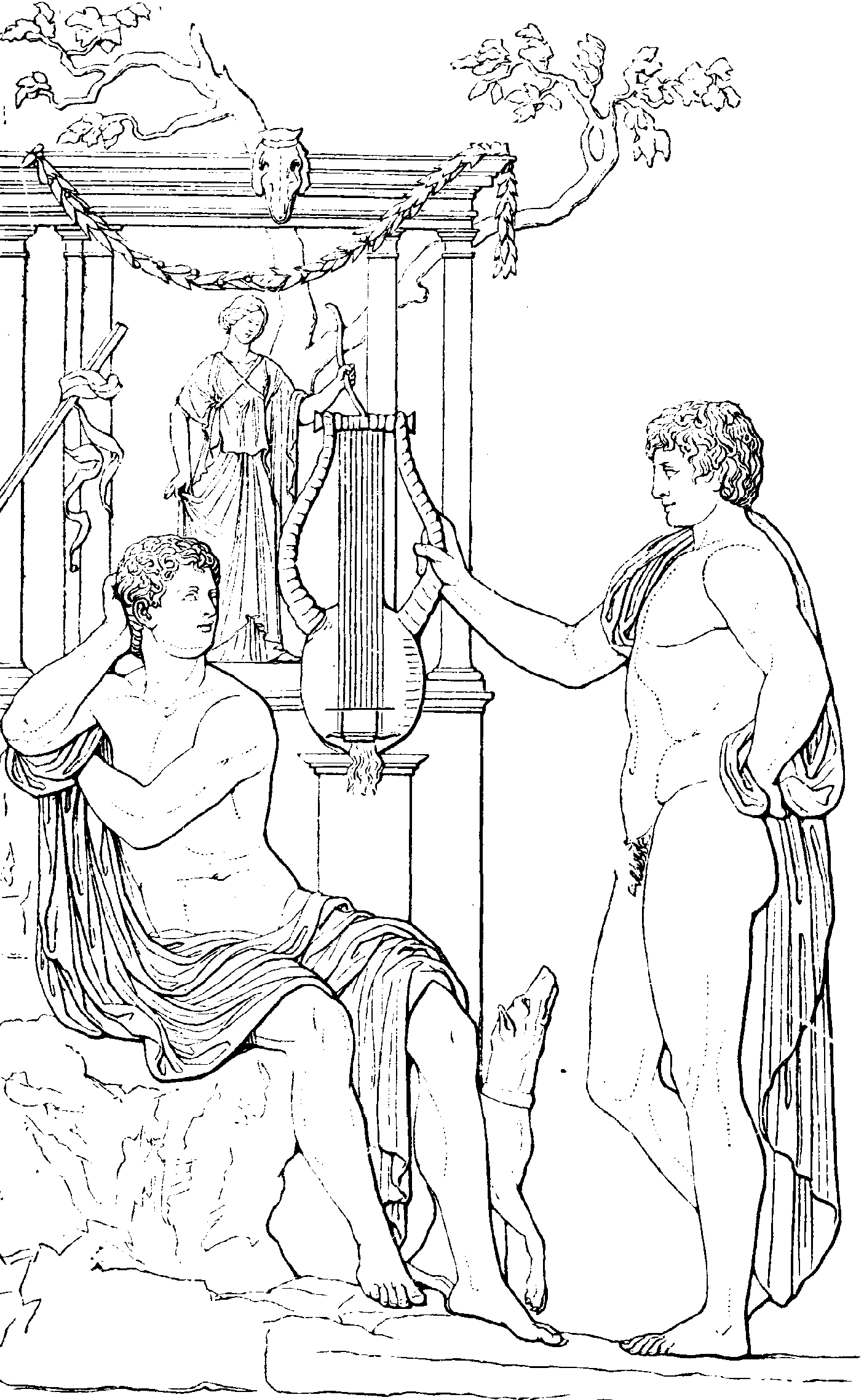
Anfión y Zeto.

En la mitología griega Anfión o Anfíon (Ἀμφίων, Amphíōn) es el gemelo de Zeto; ambos son hijos de Antíope y Zeus. Una versión tardía, no obstante, dice que nacieron de Antíope y un tal Teboonte o Teboón y que ambos denominaron a la ciudad de Tebas en honor a su padre.
A diferencia de otras mitologías, en las que los gemelos marcan un carácter distinto entre ellos compensando bondad con maldad, o egoísmo con altruismo, Anfión y Zeto simbolizaron todo lo contrario: fueron un modelo de entendimiento entre hermanos, que en vez de presentar una competencia, representaban un ejemplo de compensación: mientras Zeto sobresalía en las labores más rudas y manuales, como por ejemplo la ganadería, Anfión era el lado delicado, aficionado a la música y el arte.
El dios Hermes fue su mentor; se dice que él mismo le regaló una lira y le había enseñado a tocarla, y lo hacía con tal gracia que se cuenta que en la construcción del muro de Tebas (ciudad fundada por él y su hermano y de la que fueron correyes) mientras Zeto tenía que esforzarse en cargar los pesados bloques, Anfión simplemente tocaba su lira de tal manera que las piedras le seguían espontáneamente y se colocaban en su sitio.
Anfión estuvo casado con Níobe, hija de Tántalo, con la que tuvo una muy numerosa descendencia, siete hijos e igual número de hijas según algunas versiones (cf. Nióbidas). Desafortunadamente la suerte no le acompañó, y toda su prole pereció trágicamente. Níobe, la esposa de Anfión, se jactaba de ser más fecunda que Leto y esta envió a sus hijos, Apolo y Artemisa, quienes mataron, Apolo a los hijos, y Artemisa a las hijas. Según Telesila se salvaron Amiclas y Melibea, pues Anfión también habría muerto flechado por ellos. Níobe, desgarrada por la pena abandonó Tebas. Otros más mencionan a Amaleo, el primogénito de los hijos de Anfión, que sufrió un intento de homicidio por parte de su tía Aedón, que estaba casada con Zeto. Otros refieren que todos los hijos e hijas de Anfión y Níobe fueron exterminados, y así la casa de Anfión fue destruida desde sus cimientos. Sea como fuere, a la muerte de Anfión ocupó el trono Layo.
Otros dicen que Neis o Neida, la muchacha que dio su nombre a la Neida, una de las siete puertas de Tebas, era hija de Anfión y Níobe, o bien de Zeto. Y otra versión más dice que Anfión, enloquecido de dolor por haber perdido a todos sus hijos a manos de Apolo y Artemisa, se atrevió a profanar un santuario de Apolo en venganza y fue en este momento cuando este lo acribilló a flechazos, enviándolo al Tártaro.

## Representaciones
| Imagen | Autor                               | Fecha |
| ------ | ----------------------------------- | ----- |
|        | Marie-Louise-Élisabeth Vigée-Lebrun | ¿?    |
|        | Guillaume Rouille                   | 1553  |
|        | Michel de Marolles                  | 1655  |
|        | Johann Ulrich Kraus                 | 1757  |
|        | Jean Vignaud                        | 1819  |
|        | Julius Troschel                     | 1840  |

| Predecesor: Lico | Reyes de Tebas | Sucesor: Layo |